# Kościół Matki Boskiej Fatimskiej w Pawełkach
Kościół filialny pw. Matki Boskiej Fatimskiej – zabytkowy kościół znajdujący się w Pawełkach w gminie Kochanowice, w powiecie lublinieckim w województwie śląskim.
Kaplica znajduje się na szlaku architektury drewnianej województwa śląskiego.

## Historia
Kościół wybudowany jako kaplica św. Huberta, przy rezydencji hrabiego Ballestrema na pobliskim uroczysku Brzoza. W 1956 roku miejscowa ludność wykupiła od Państwa kaplicę jako drewno na opał i przewiozła ją do Pawełek, gdzie została ponownie złożona na prywatnej posesji, gdzie pełniła dalej swe sakralne funkcje. Oficjalne objęcie kaplicy jako kościoła filialnego parafii w Kochanowicach nastąpiło dopiero w 1982 roku. Obecnie jest to kościół filialny parafii w Lubecku.

## Architektura
Kościół jest niewielki, drewniany, wybudowany w konstrukcji zrębowej z okrągłych bali drewnianych, z wydatnymi ostatkami o zróżnicowanej długości. Wybudowany na rzucie prostokąta zamkniętego trójbocznie. Przy części prezbiterialnej znajduje się niewielka zakrystia. Chór muzyczny wysunięty poza obrys nawy tworzył podcień, który obecnie zabudowany pełni rolę kruchty. Dach dwuspadowy kryty dachówką z sygnaturką.